# Ascotis flavonigrata
Ascotis flavonigrata là một loài bướm đêm trong họ Geometridae.